# Sofja Kondakowa
Sofja Iosifowna Kondakowa, ros. Мария Григорьевна Исакова (ur. 23 grudnia 1922 w Archangielsku, zm. 2012) – rosyjska łyżwiarka szybka reprezentująca ZSRR, czterokrotna medalistka mistrzostw świata.

## Kariera
Pierwszy sukces w karierze Sofja Kondakowa osiągnęła w 1954 roku, kiedy zdobyła brązowy medal podczas wielobojowych mistrzostw świata w Östersund. W zawodach tych wyprzedziły ją jedynie dwie rodaczki: Lidija Sielichowa oraz Rimma Żukowa. Kondakowa wygrała tam biegi na 500 i 1000 m i była ósma na 3000 m, jednak szansę na zwycięstwo straciła w biegu na 5000 m, który ukończyła na dziesiątej pozycji. Wynik ten powtórzyła na rozgrywanych rok później mistrzostwach świata w Kuopio, plasując się za Żukową i Tamarą Ryłową. Była tam najlepsza na 1000 m, druga na 500 m, piąta na 5000 i szósta na 3000 m. Największy sukces osiągnęła jednak w 1956 roku, zdobywając złoto podczas mistrzostw świata w Kvarnsveden. Kondakowa zwyciężała tam na dystansach 500, 1500 i 1000 m, a w biegu na 3000 m była piąta. Ostatni medal zdobyła na rozgrywanych dwa lata później mistrzostwach świata w Kristinehamn, gdzie ponownie była trzecia. Tym razem lepsze okazały się Inga Artamonowa i Tamara Ryłowa. W poszczególnych biegach zajmowała kolejno drugie miejsce na 500 m, czwarte na 1500 m, pierwsze na 1000 m i czwarte na 3000 m. Była też między innymi czwarta na mistrzostwach świata w Imatra w 1957 roku, przegrywając walkę o medal z Sielichową. Tylko raz stanęła tam na podium, wygrywając bieg na 500 m. Na tym samym dystansie najlepsza była również podczas mistrzostw świata w Swierdłowsku w 1959 roku, jednak pozostałe występy pozwoliły jej na zajęcie dopiero szóstego miejsca w wieloboju. Ponadto w 1956 roku zdobyła srebrny, a w 1951 roku brązowy medal na mistrzostwach Związku Radzieckiego w wieloboju.
Otrzymała tytuł Zasłużonego Mistrza Sportu ZSRR.
Ustanowiła dwa rekordy świata.